# Renealmia
Renealmia är ett släkte av enhjärtbladiga växter. Renealmia ingår i familjen Zingiberaceae.

## Bildgalleri

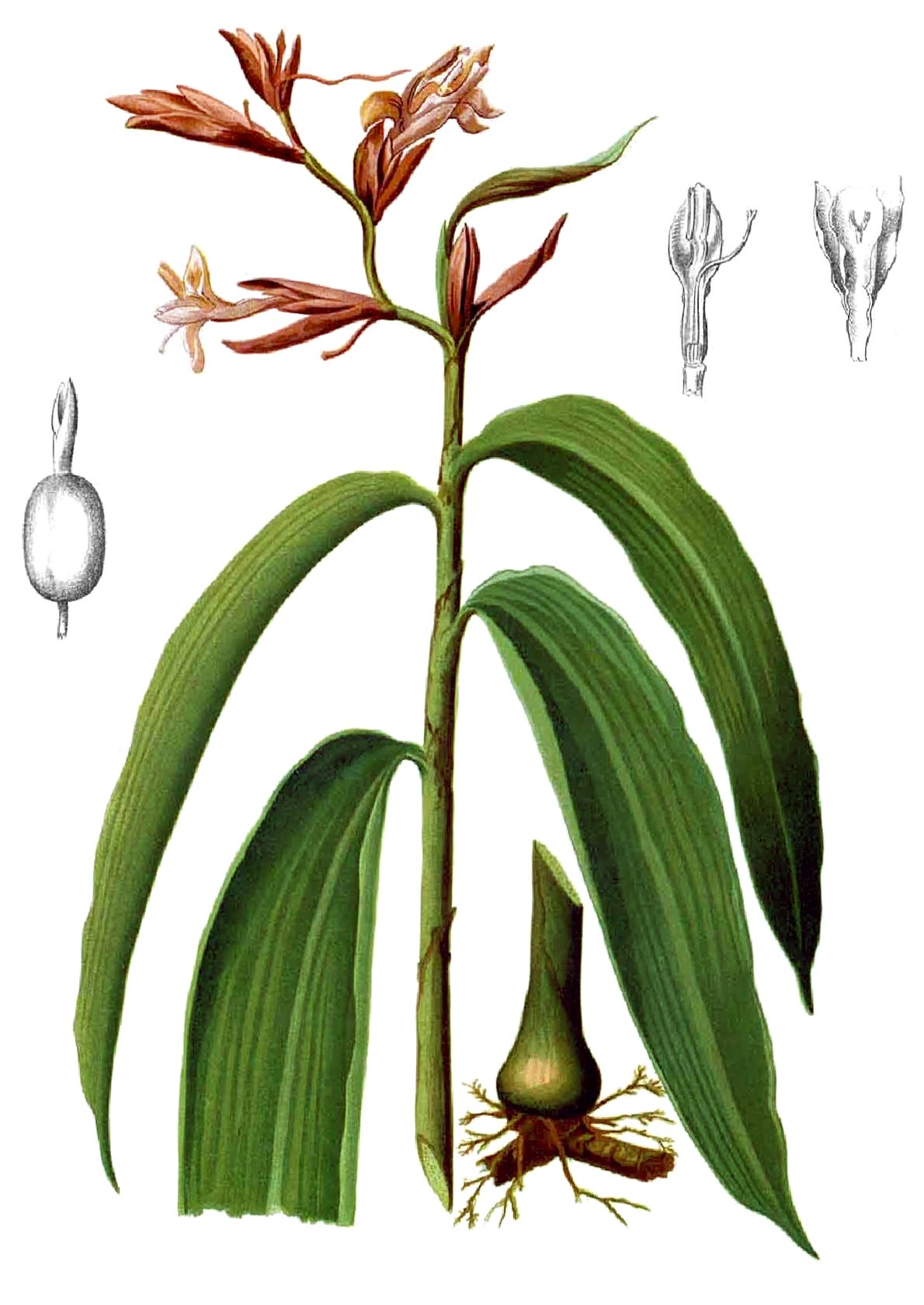
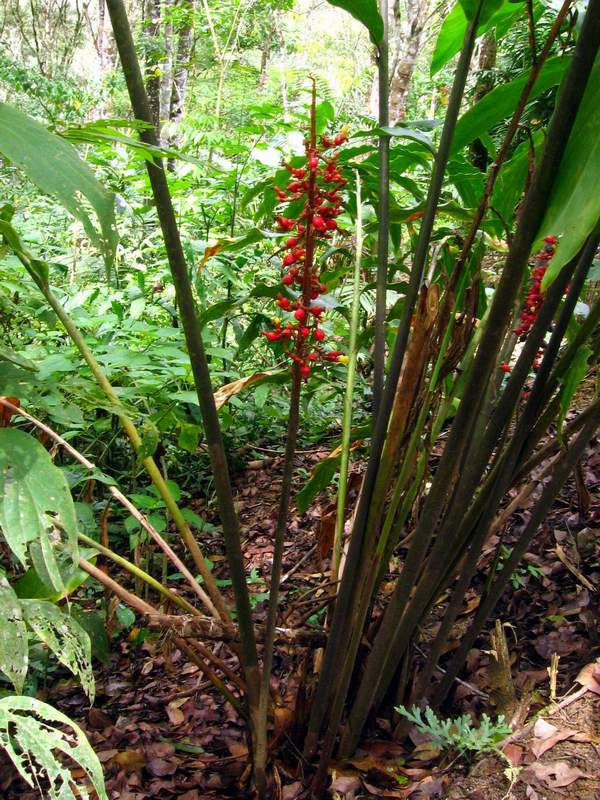

## Dottertaxa tillRenealmia, i alfabetisk ordning[1]
- Renealmia acreana
- Renealmia africana
- Renealmia alborosea
- Renealmia alpinia
- Renealmia alticola
- Renealmia angustifolia
- Renealmia aromatica
- Renealmia asplundii
- Renealmia aurantifera
- Renealmia batangana
- Renealmia battenbergiana
- Renealmia brachythyrsa
- Renealmia bracteata
- Renealmia brasiliensis
- Renealmia breviscapa
- Renealmia cabrae
- Renealmia caucana
- Renealmia cernua
- Renealmia chalcochlora
- Renealmia chiriquina
- Renealmia choroniensis
- Renealmia chrysotricha
- Renealmia cincinnata
- Renealmia concinna
- Renealmia congesta
- Renealmia congoensis
- Renealmia congolana
- Renealmia costaricensis
- Renealmia cuatrecasasii
- Renealmia cylindrica
- Renealmia densiflora
- Renealmia densispica
- Renealmia dermatopetala
- Renealmia dewevrei
- Renealmia dolichocalyx
- Renealmia dressleri
- Renealmia engleri
- Renealmia erythrocarpa
- Renealmia ferruginea
- Renealmia floribunda
- Renealmia foliifera
- Renealmia fragilis
- Renealmia guianensis
- Renealmia heleniae
- Renealmia jamaicensis
- Renealmia krukovii
- Renealmia laxa
- Renealmia ligulata
- Renealmia longifolia
- Renealmia lucida
- Renealmia macrocolea
- Renealmia maculata
- Renealmia mannii
- Renealmia matogrossensis
- Renealmia mexicana
- Renealmia microcalyx
- Renealmia monosperma
- Renealmia nicolaioides
- Renealmia oligosperma
- Renealmia oligotricha
- Renealmia orinocensis
- Renealmia pacifica
- Renealmia pallida
- Renealmia petasites
- Renealmia pirrensis
- Renealmia pluriplicata
- Renealmia polyantha
- Renealmia polypus
- Renealmia puberula
- Renealmia purpurea
- Renealmia pycnostachys
- Renealmia pyramidalis
- Renealmia racemosa
- Renealmia reticulata
- Renealmia sancti-thomae
- Renealmia scaposa
- Renealmia sessilifolia
- Renealmia stellulata
- Renealmia stenostachys
- Renealmia striata
- Renealmia thyrsoidea
- Renealmia urbaniana
- Renealmia vallensis
- Renealmia variegata
- Renealmia wurdackii